# كيف كاتو
كيف كاتو (بالإنجليزية: Keefe Cato)‏ هو لاعب كرة قاعدة أمريكي، ولد في 6 مايو 1958 في يونكيرس في الولايات المتحدة.

## وصلات خارجية
- كيف كاتو على موقعبيزبول رفرنس.كوم (الدوري الرئيسي) (الإنجليزية)
- كيف كاتو على موقعبيزبول رفرنس.كوم (الدوري الثانوي) (الإنجليزية)